# Xysticus turlan
Xysticus turlan är en spindelart som beskrevs av Yuri M. Marusik och Dmitri Viktorovich Logunov 1990. Xysticus turlan ingår i släktet Xysticus och familjen krabbspindlar. Inga underarter finns listade i Catalogue of Life.